# Vpadina Vodosbornaja
Vpadina Vodosbornaja (englische Transkription von russisch Впадина Водосборная Wpadina Wodosbornaja, deutsch ‚Wasserscheidenhöhlung‘) ist ein Graben im Mac-Robertson-Land. Er liegt im südöstlichen Abschnitt des Lambertgletschers.
Russische Wissenschaftler benannten ihn.